# Bauxit-Tagebau „Eiserne Hose“

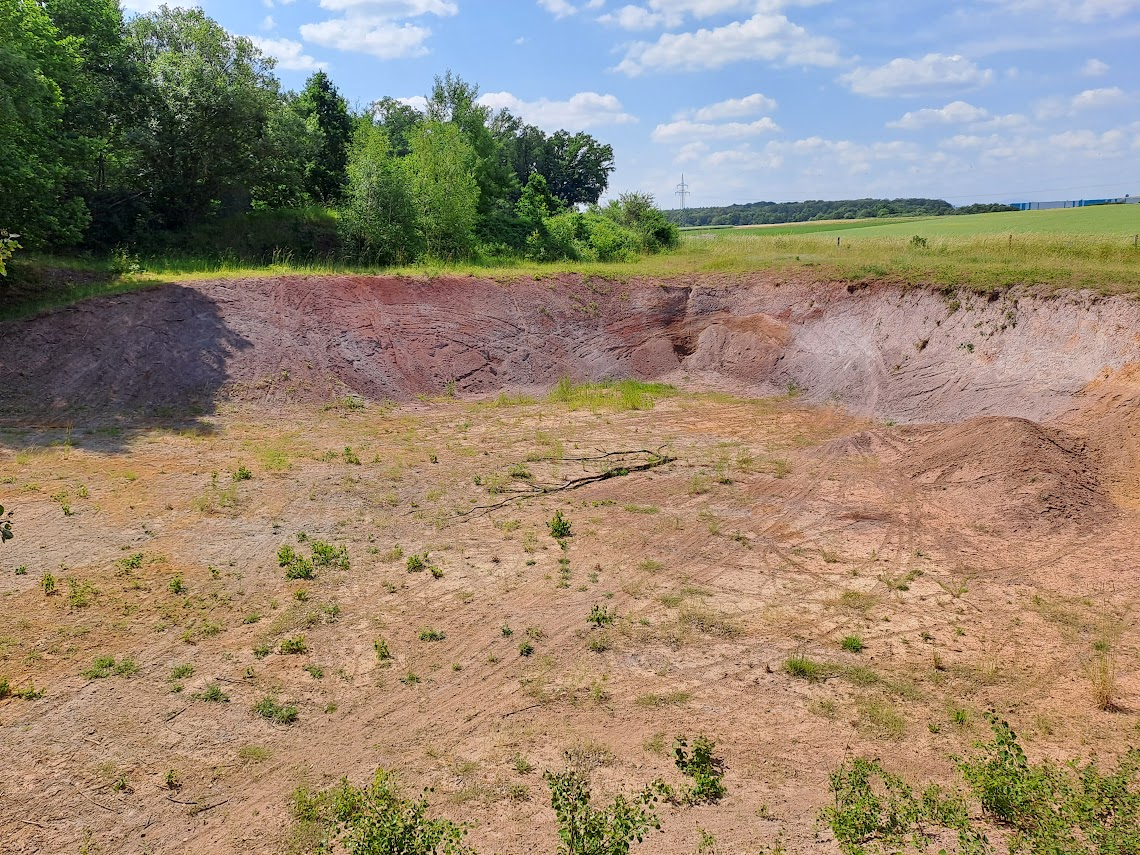
Einblick in den westlichen Teil der Bauxit-Grube

Der Bauxittagebau Eiserne Hose ist der einzige geologische Aufschluss im Vogelsberg, in dem Laterit (Roterde) und Saprolith (Basaltzersatz) gemeinsam anzutreffen sind. Bauxit, ein Aluminium-Erz, ist der wichtigste Rohstoff für die Aluminium-Erzeugung. In der Grube sind rote Abbauwände augenfällig, wo der Bauxit durch Eisenoxide verfärbt ist. Der teilweise auch hellgrau verfärbte Bauxit ist in kleinen dunklen Punkten erschlossen, was deutlich macht, dass er teilweise noch das Gefüge des Basalts besitzt.
Der Name leitet sich von der Flurbezeichnung „Auf den Eisernen Hosen“ ab. Gemarkungsnamen im Umfeld wie „Rotenfeld“ und „Am roten Schnitt“ geben weitere Hinweise auf die durch Eisenanreicherungen verursachte Färbung.

## Erreichbarkeit und Zugang
Die Grube liegt 2 Kilometer östlich von Lich – in Richtung Langsdorfer Wald – in der offenen Feldflur. Sie ist nicht ausgeschildert.
Das Betreten des Tagebaus ist aus bergbaurechtlichen Gründen nicht gestattet, aber vom Grubenrand hat man einen guten Ausblick auf die kleine Grube und die dortige Schichtung.

## Entstehung
Zu Zeiten des vulkanisch noch aktiven Vogelsbergs, im Miozän, vor 18 bis 16 Millionen Jahren, herrschte in Europa ein tropisches bis subtropisches, warmfeuchtes Klima. In dieser Zeit fand im Bereich der „Eisernen Hose“ eine Tholeiit-Eruption statt. Nach weitgehendem Abschluss der vulkanischen Aktivitäten verwitterten hier die tholeitischen Basalte (Londorf-Formation) sehr tiefgründig: Unverwitterte Basalte sind sogar in einer 30 Meter tiefen Bohrung noch nicht nachweisbar. Diese Zeitspanne der Verwitterung dauerte bis zum Ende des Temperaturmaximums bei ca. 13,5 Millionen Jahren. Sie führte zur Lateritbildung, wie sie auch heute noch in tropischen Klimazonen unter dem Einfluss hoher Temperaturen und Niederschläge stattfindet. Unter diesen klimatischen Bedingungen dominiert die chemische gegenüber der physikalischen Verwitterung.
Im Zuge dieses Verwitterungsprozesses wurde ein hoher Anteil der leichter löslichen Elemente, wie Alkali und Erdalkali-Ionen – also Natrium, Kalium, Calcium, Magnesium –  sowie Silicium (Kieselsäure), mit dem durchsickernden Niederschlagswasser ausgewaschen.
Die schwerer löslichen Elemente Eisen und Aluminium blieben übrig und wurden angereichert. Die Folge war die ferralitische Bildung von Lateriten, Roterden und Saprolithen. Dabei bewirken die Eisenminerale Limonit und Hämatit die intensive Rot-Färbung.
Im Zuge der Verwitterung ergaben sich im Bereich des westlichen Vogelsbergs mächtige Bodenbildungen, die – im Geotop der Eisernen Hose im oberen Teil aus lateritischen Roterden mit eingelagerten Knollen von Bauxit und an anderen Stellen aus Basalteisenstein bestehen.
Bauxit ist ein aluminiumreiches Gestein, das aus den Mineralen Gibbsit, Diaspor und Böhmit zusammengesetzt ist, dessen Stufengröße in der Gegend von Lich häufig ca. 10 × 8 × 7,5 cm beträgt. Diese Schicht geht nach unten in einen grau gefärbten Saprolith über, der eine durch die Tonminerale Kaolinit und Smektit charakterisierte Zersatzzone bildet. Die Verwitterungsprozesse führten zur Anreicherung einer Reihe von Elementen. Nachweisbar ist die kontinuierliche Zunahme des Gehalts an Aluminiumoxid beim Übergang von Basalt über den Saprolith zum Bauxit, was die jahrzehntelange Gewinnung von Aluminiumerzen an dieser Stelle des geologischen Vogelsbergs ermöglichte.
Detaillierte Profile zeigen, dass sich der bis zu 10 Meter mächtige Roterde-Horizont über einer bis zu 7 Meter mächtigen Saprolith-Schicht befindet. Der Saprolith ist weitgehend homogen – bis auf einen, durch den ganzen Aufschluss zu verfolgenden Horizont mit Bauxitknollen.
Die schüsselförmige Lagerstätte ist ringsum von verwittertem Basalt umgeben.
Die Frage, ob die Lateritbildung an Ort und Stelle (in situ) oder durch Umlagerungen (in Folge von Solifluktion) entstanden war, wird kontrovers diskutiert.  Womöglich liegt auch nur ein scheinbarer Gegensatz vor, da die Lateritbildung ein im Tertiär weit verbreitetes Phänomen war und je nach Hangneigung lokal immer auch mit Umlagerungen einherging. Dies zeigt die Geländeoberfläche der Umgebung des Abbaus, die ebenfalls intensiv dunkelrot gefärbt ist.

## Grubengeschichte
Während des Ersten Weltkriegs und in der Zeit bis zum Zweiten Weltkrieg wurden in der Grube ca. 100.000 Tonnen Bauxitknollen abgebaut und durch Siebung und Auswaschung von der Roterde getrennt. Unter anderem wurden die Bauxitknollen zur Herstellung von feuerfesten Steinen (Schamotte) verwendet. Auch wurde der bauxitische Rotlehm in der Stahlerzeugung als Flussmittel zugesetzt und diente zur Farbenproduktion (z. B. für den Schiffsbau). Zu Zeiten des Afghanistan-Einsatzes der Bundeswehr soll die Roterde zu Trainingszwecken genutzt worden sein, um das Aufspüren von Minen, das durch den hohen Eisenanteil erschwert war, zu üben.
Aktuell wird der bauxitische Rotlehm kampagnenweise durch die Firma E.G.O. Elektro-Gerätebau GmbH aus dem Bauxittagebau gewonnen. Die Fördermenge ist jedoch gering und lag im Jahr 2014 bei nur 216 t. Der Rotlehm dient als Einbettmasse für Isolatoren von Steckverbindungen in Gusskochplatten.
Der heutige, geringe Abbau erfolgt am Westrand des Geotops, wo 3 bis 4 Meter hohe Wände aufgeschlossen sind.